# Rikdag
Rikdag II. († 985 oder 986) war ein sächsischer Adeliger. Er war ab 978 Markgraf von Meißen, ab 982 Markgraf von Merseburg und Zeitz sowie Gaugraf im Schwabengau, Gau Chutizi und Gau Daleminzi. Er war damit für einige Jahre ein mächtiger Feudalherr in den slawischen Gebieten an der Elbe zwischen der Saale und Oder, die, durch Grenzmarken gesichert, Teil des Römisch-Deutschen-Königtums waren.

## Leben
Rikdag zählt möglicherweise zu dem Adelsgeschlecht der Wettiner und ist eventuell der Sohn des 945 bezeugten Grafen Volkmar im Harzgau.
Sein Aufstieg hängt mit dem Slawenaufstand von 983 zusammen, den er als einer der deutschen Heerführer bekämpfte. Er unterstützte auch König Otto III. in dessen Thronkrieg und verlor dabei im Juni 984 die Burg Meißen an den böhmischen Herzog Boleslav II.
985 gründete er gemeinsam mit seiner Schwester Elsuit das Nonnenkloster zu Gerbstedt, in dem er auch begraben wurde. Sein Grab wurde im Oktober 1972 wiederentdeckt, nachdem man bereits 1870 beim Bau der Schule vergeblich danach gesucht hatte.

## Nachkommen
Rikdag hatte mindestens zwei eheliche Töchter und einen Sohn. Eine Tochter namens Gerburga (* vor 985; † 30. Dezember 1022) war mutmaßlich Äbtissin von Quedlinburg, die andere Tochter unbekannten Namens (* vor 985; † ?) heiratete den polnischen Kronprinzen Bolesław. Diese Ehe wurde aus machtpolitischen Interessen von Bolesław, wohl auf Druck seines Vaters Mieszko I., aufgelöst. Rikdags Verlust der Mark Meißen an den böhmischen Herzog Boleslav II., 984, sowie sein Tod, um 985, machten die Eheverbindung für das polnische Herrscherhaus uninteressant.
Der Sohn Karl (* vor 985; † 28. April 1014) war von 992 bis 1010 Graf im Schwabengau.